# Anisodes tenuis
Anisodes tenuis là một loài bướm đêm trong họ Geometridae.